# Tristria pisciforme
Tristria pisciforme är en insektsart som först beskrevs av Jean Guillaume Audinet Serville 1838.  Tristria pisciforme ingår i släktet Tristria och familjen gräshoppor. Inga underarter finns listade i Catalogue of Life.